# Matute
Matute è un comune spagnolo di 179 abitanti situato nella comunità autonoma di La Rioja.